# Christian Bartholomae

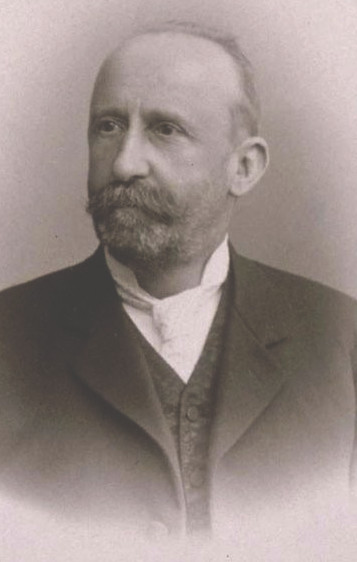
Christian Bartholomae, um 1909

Friedrich Christian Leonhard Bartholomae (* 21. Januar 1855 in Forstleithen; † 9. August 1925 auf Langeoog) war ein deutscher Indogermanist, Iranist und Indologe.

## Leben
Der Sohn des bayerischen Revierförsters Leonhard Bartholomae besuchte das Gymnasium in Bayreuth. Er absolvierte von 1872 bis 1877 ein Studium der Philologie an der Universität München, der Universität Erlangen und der Universität Leipzig. Bartholomae war Schüler vor allem von Heinrich Hübschmann und Friedrich Spiegel. Am 15. Juni 1877 promovierte er in Leipzig zum Dr. phil. Am 12. März 1879 wurde er Privatdozent an der Universität Halle-Wittenberg und am 18. Januar 1884 außerordentlicher Professor für Sanskrit und indogermanische Sprachwissenschaft.
Am 1. Oktober 1885 wurde er außerordentlicher Professor in Münster, am 21. April 1889 ordentlicher Professor für indogermanische Sprachwissenschaft an der Universität Gießen; danach wirkte er in gleicher Eigenschaft an der Kaiser-Wilhelm-Universität Straßburg. 1909 bis 1924 lehrte er an der Universität Heidelberg. Er war auch Mitglied der Kaiserlichen Russischen Akademie in Gießen sowie seit 1904 korrespondierendes Mitglied der Russischen Akademie der Wissenschaften. 1909 wurde er ordentliches Mitglied der Heidelberger Akademie der Wissenschaften.
In seinen grundlegenden Arbeiten zur Erklärung der alten iranischen Sprachen (besonders im Altiranischen Wörterbuch, 1904) verband Bartholomae philologische und sprachvergleichende Methoden und fasste den Forschungsstand seiner Zeit vollständig zusammen.

## Auszeichnungen
- Förderpreis der Bopp-Stiftung 1884

## Werke (Auszug)
- Die Gâthâ's und Heiligen Gebete des altiranischen Volkes. Halle 1879. (archive.org)
- Handbuch der altiranischen Dialekte. Leipzig 1883 (archive.org)
- Altiranisches Wörterbuch. Straßburg 1904. (archive.org)
- Die Gatha's des Awesta. Zarathushtra's Verspredigten. Straßburg 1905.